# Aksel Glücksburg
Aksel Glücksburg (duń. Axel Christian Georg; ur. 12 sierpnia 1888 w Kopenhadze, zm. 14 lipca 1964 w Kopenhadze) – książę Danii, wnuk Chrystiana IX (nazywanego „teściem Europy”). Aksel był drugim dzieckiem Waldemara Glücksburga oraz jego żony, Marii Orleańskiej.
W 1919 roku ożenił się z Małgorzatą Bernadotte. Miał z nią dwóch synów – Jerzego (1920-1986) i Flemminga (1922-2002).

## Zarys biografii
Urodził się 12 sierpnia 1888 w Kopenhadze jako drugie dziecko Waldemara Glücksburga oraz jego żony, Marii Orleańskiej.
22 maja 1919 roku w kościele św. Mikołaja w Sztokholmie ożenił się z Małgorzatą Bernadotte. Mówiono o nich, że „byli tak zakochani, że nie mogli zostawać sami w umeblowanym pokoju”. Miała z mężem dwóch synów:
- Jerzy (ur. 16 kwietnia 1920, zm. 29 września 1986). W 1950 roku ożenił się z Anną Bowes-Lyon, bratanicą królowej Wielkiej Brytanii, Elżbiety Bowes-Lyon.
- Flemming (ur. 9 marca 1922, zm. 19 czerwca 2002). W 1949 roku wziął ślub z Ruth Nielsen, z którą miał czworo dzieci – Aksela (1950), Birgera (1950), Karola Jana (1952) i Dezyderię (1955).

## Genealogia
| Prapradziadkowie             | Fryderyk Karol Schleswig-Holstein-Sonderburg-Beck (1757-1816) ∞1780 Fryderyka Amalia Schlieben (1757-1827)                  | Karol z Hesji-Kassel (1744-1836) ∞1766 Luiza Oldenburg (1750-1831)                                                          | Fryderyk z Hesji-Kassel (1747-1837) ∞1786 Karolina Nassau-Usingen (1762-1823) | Fryderyk Oldenburg (1753-1805) ∞1774 Zofia z Meklemburgii-Schwerinu (1758-1794) | Ludwik Filip I (1773-1850) ∞1809 Maria Amelia Burbon-Sycylijska (1782-1866)             | Fryderyk Mecklenburg-Schwerin (1778-1819) ∞1810 Karolina Sachsen-Weimar-Eisenach (1786-1816) | Ludwik Filip I (1773-1850) ∞1809 Maria Amelia Burbon-Sycylijska (1782-1866) | Piotr I (1798-1834) ∞1817 Maria Leopoldyna Habsburg (1797-1826)        |
| Pradziadkowie                | Fryderyk Wilhelm ze Szlezwika-Holsztynu-Sonderburga-Glücksburga (1785-1831) ∞1810 Luiza Karolina z Hesji-Kassel (1789-1867) | Fryderyk Wilhelm ze Szlezwika-Holsztynu-Sonderburga-Glücksburga (1785-1831) ∞1810 Luiza Karolina z Hesji-Kassel (1789-1867) | Wilhelm Heski (1787-1867) ∞1810 Luiza Charlotta Oldenburg (1789-1864)         | Wilhelm Heski (1787-1867) ∞1810 Luiza Charlotta Oldenburg (1789-1864)           | Ferdynand Filip Orleański (1810-1842) ∞1837 Helena z Meklemburgii-Schwerinu (1814-1858) | Ferdynand Filip Orleański (1810-1842) ∞1837 Helena z Meklemburgii-Schwerinu (1814-1858)      | Franciszek Orleański (1818-1900) ∞1843 Franciszka Bragança (1824-1898)      | Franciszek Orleański (1818-1900) ∞1843 Franciszka Bragança (1824-1898) |
| Dziadkowie                   | Chrystian IX (1818-1906) ∞1842 Luiza z Hesji-Kassel (1817-1898)                                                             | Chrystian IX (1818-1906) ∞1842 Luiza z Hesji-Kassel (1817-1898)                                                             | Chrystian IX (1818-1906) ∞1842 Luiza z Hesji-Kassel (1817-1898)               | Chrystian IX (1818-1906) ∞1842 Luiza z Hesji-Kassel (1817-1898)                 | Robert Orleański (1840-1910) ∞1863 Franciszka Orleańska (1844-1925)                     | Robert Orleański (1840-1910) ∞1863 Franciszka Orleańska (1844-1925)                          | Robert Orleański (1840-1910) ∞1863 Franciszka Orleańska (1844-1925)         | Robert Orleański (1840-1910) ∞1863 Franciszka Orleańska (1844-1925)    |
| Rodzice                      | Waldemar Glücksburg (1858-1939) ∞1885 Maria Orleańska (1865-1909)                                                           | Waldemar Glücksburg (1858-1939) ∞1885 Maria Orleańska (1865-1909)                                                           | Waldemar Glücksburg (1858-1939) ∞1885 Maria Orleańska (1865-1909)             | Waldemar Glücksburg (1858-1939) ∞1885 Maria Orleańska (1865-1909)               | Waldemar Glücksburg (1858-1939) ∞1885 Maria Orleańska (1865-1909)                       | Waldemar Glücksburg (1858-1939) ∞1885 Maria Orleańska (1865-1909)                            | Waldemar Glücksburg (1858-1939) ∞1885 Maria Orleańska (1865-1909)           | Waldemar Glücksburg (1858-1939) ∞1885 Maria Orleańska (1865-1909)      |
| Aksel Glücksburg (1888-1964) | | |                                                                               |                                                                                 |                                                                                         |                                                                                              |                                                                             |                                                                        |